# Ивайло Звездомиров
Ивайло Звездомиров Димитров (Иво) е български музикант – бас китарист.

## Биографични данни
Роден в Русе през 1972. Завършва Национална музикална академия със специалност бас китара.

## Музикална кариера
Звездомиров е сред създателите на група Те. Част е от Биг Бенда на БНР.
Работил е с Иво Папазов, Теодосий Спасов, Камелия Тодорова, Васко Василев, LZ и ФСБ